# Laurențiu Mihai Toma

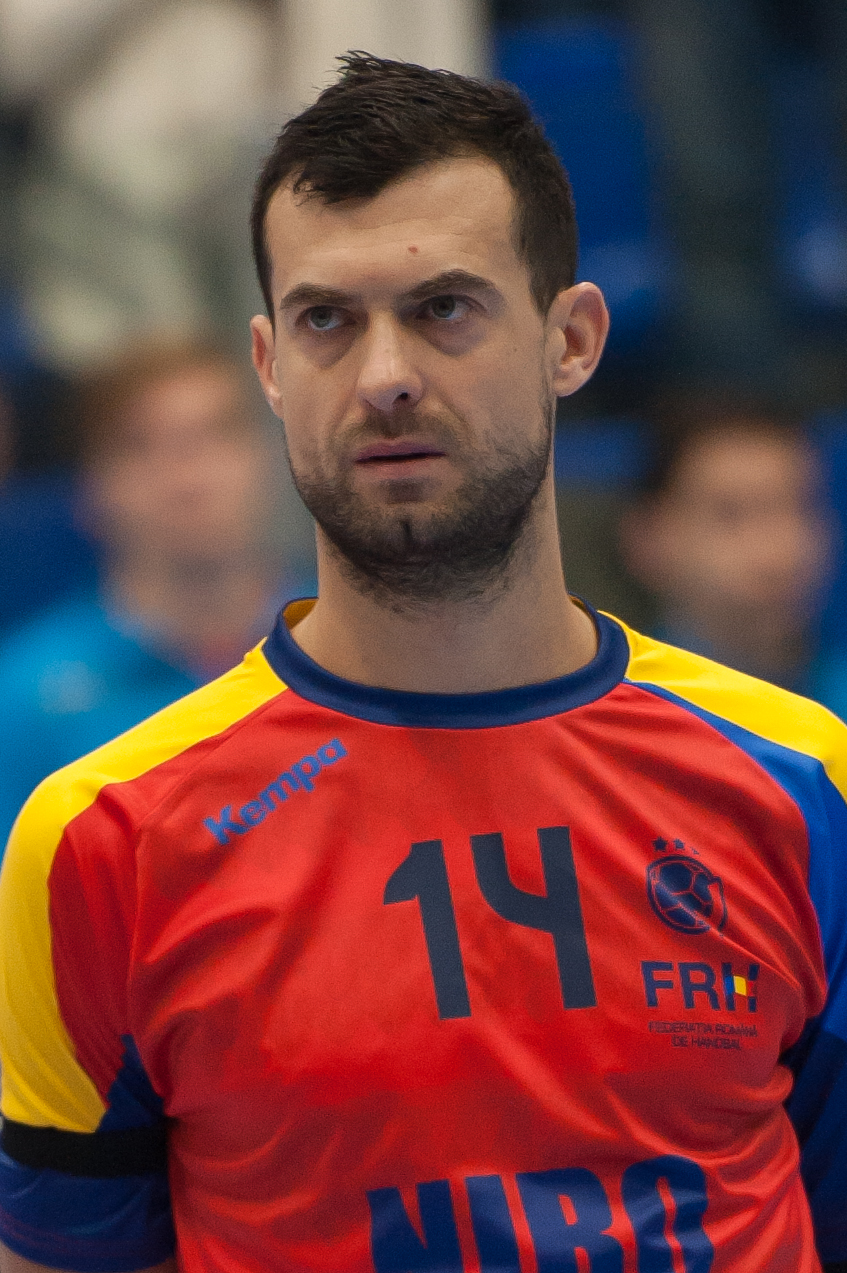
Toma 2015

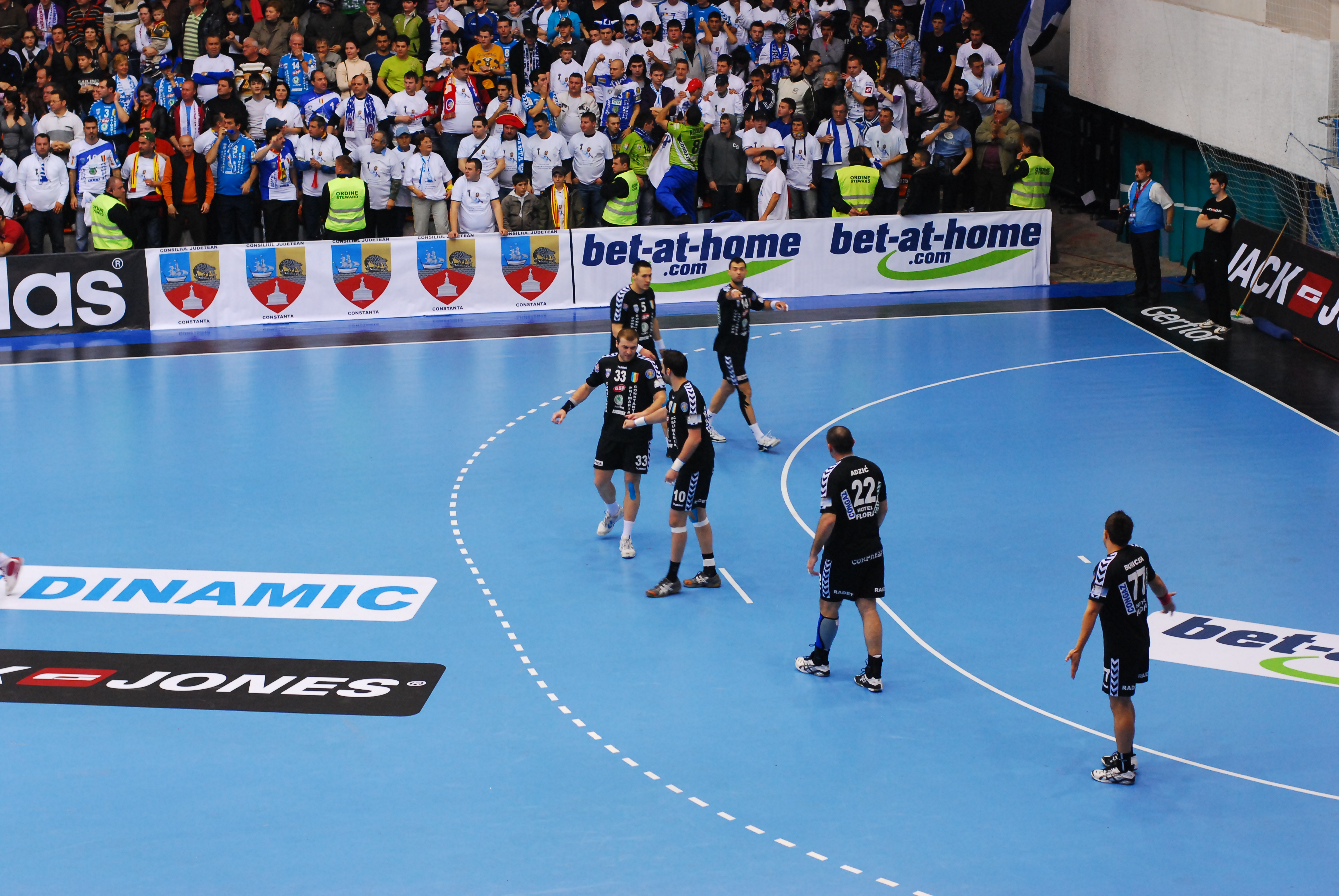
Laurențiu Mihai Toma (oben) gibt Anweisungen in der Abwehr (2010)

Laurențiu Mihai Toma (* 28. Juni 1981 in Ploiești, Rumänien) ist ein ehemaliger rumänischer Handballspieler. Toma wurde zumeist auf Rechtsaußen eingesetzt und trug die Rückennummer 14.

## Karriere
Der 1,94 m große und 90 kg schwere Linkshänder spielte in seiner Jugend für CSM Ploiești und seit Beginn seiner Profikarriere im Jahr 2001 bei HCM Constanța. Mit diesem Team gewann er neunmal die rumänische Meisterschaft sowie fünfmal den Pokal. Ab 2015 bis zu seinem Karriereende 2019 lief er für den Nachfolgeklub HC Dobrogea Sud Constanța auf, mit dem er 2018 noch einmal den Pokal gewann.
International war er durch diese Erfolge seither in jeder Saison vertreten. So erreichte er das Halbfinale im EHF Challenge Cup 2003/04 und im Europapokal der Pokalsieger 2005/06 sowie das Viertelfinale im Europapokal der Pokalsieger 2006/07 und 2008/09. In der EHF Champions League 2009/10 gelang der Sprung über die Gruppenphase hinaus ins Achtelfinale. In dieser Saison war Toma mit 90 Treffern drittbester Torschütze des Wettbewerbs.
Für die rumänische Männer-Handballnationalmannschaft erzielte Laurențiu Toma seit seinem Debüt im Jahr 1999 339 Tore in 133 Spielen. (Stand: 15. Januar 2012) Er nahm an den Weltmeisterschaften 2009 und 2011 teil. Nach der verpassten Qualifikation für die Europameisterschaft 2012 im Juni 2011 trat er aus der Nationalmannschaft zurück.

## Auszeichnung
Im März 2010 wurde Toma auf Grund seiner Verdienste für den Verein und die Stadt und sein vorbildliches Verhalten zum Ehrenbürger von Constanța ernannt.

## Erfolge
- 9 × Rumänischer Meister 2004, 2006, 2007, 2009, 2010, 2011, 2012, 2013 und 2014
- 6 × rumänischer Pokalsieger 2006, 2011, 2012, 2013, 2014 und 2018
- Rumäniens Handballer des Jahres 2009